# Schesaplana
Schesaplana to najwyższy szczyt pasma Rätikon w Alpach Retyckich. Leży na granicy Austrii (Vorarlberg) i Szwajcarii (Gryzonia).
Pierwszego wejścia, 24 września 1610, dokonali Christa Barball, Claus Manall i David Pappus.